# 1892年ウィンブルドン選手権
1892年 ウィンブルドン選手権（1892ねんウィンブルドンせんしゅけん、The Championships, Wimbledon 1892）に関する記事。イギリス・ロンドン郊外にある「オールイングランド・ローンテニス・アンド・クローケー・クラブ」にて開催。

## 大会の流れ
- 男子シングルスは1878年、女子シングルスは1886年から「チャレンジ・ラウンド」（Challenge Round, 挑戦者決定戦）と「オールカマーズ・ファイナル」（All-Comers Final）方式で優勝を決定していた。大会前年度優勝者を除く選手は「チャレンジ・ラウンド」に出場し、前年度優勝者への挑戦権を争う。前年度優勝者は、無条件で「オールカマーズ・ファイナル」に出場できる。チャレンジ・ラウンドの勝者と前年度優勝者による「オールカマーズ・ファイナル」で、当年度の選手権優勝者を決定した。
- 初期の女子シングルスでは、チャレンジ・ラウンドにエントリーする選手が少なく、この年は7名のみだった。
- 初期のウィンブルドン選手権のように、外国人出場者が少なかった時期は、地元イギリス人選手の国旗表示を省略する。

## 大会前年度優勝者
- 男子シングルス：ウィルフレッド・バデリー
- 女子シングルス：ロッティ・ドッド
- 男子ダブルス：ウィルフレッド・バデリー＆ハーバート・バデリー

## 男子シングルス

### チャレンジラウンド
準々決勝
- アーネスト・ルイス vs. ウィルバーフォース・イーブズ　7-5, 6-2, 6-2
- H・A・B・チャップマン vs. レジナルド・ギャンブル　6-4, 6-0, 6-1
- ハロルド・マホニー vs. アーサー・ゴア　4-6, 6-2, 6-3, 6-4
- ジョシュア・ピム vs. ハリー・バーロウ　3-6, 9-7, 6-3, 7-5

準決勝
- アーネスト・ルイス vs. H・A・B・チャップマン　2-6, 6-3, 6-1, 6-2
- ジョシュア・ピム vs.  ハロルド・マホニー　6-1, 12-10, 2-6, 6-2

決勝
- ジョシュア・ピム vs. アーネスト・ルイス　2-6, 5-7, 9-7, 6-3, 6-2

### オールカマーズ決勝
- ウィルフレッド・バデリー vs.  ジョシュア・ピム　4-6, 6-3, 6-3, 6-2　（W・バデリーが本大会の優勝者になる）

## 女子シングルス

### チャレンジラウンド
準々決勝
- バーサ・スティードマン vs. ベアフット　6-0, 6-1
- エディット・モード・シャックル vs. ヘレン・ジャクソン　6-3, 6-4
- ブランチ・ビングリー・ヒルヤード vs. G・A・ドラッフェン　6-2, 6-2
- C・マーティン　試合なし → 準決勝へ

準決勝
- エディット・モード・シャックル vs. バーサ・スティードマン　6-4, 6-3
- ブランチ・ビングリー・ヒルヤード vs. C・マーティン　1-6, 6-3, 9-7

決勝
- ブランチ・ビングリー・ヒルヤード vs. エディット・モード・シャックル　6-1, 6-4

### オールカマーズ決勝
- ロッティ・ドッド vs. ブランチ・ビングリー・ヒルヤード　6-1, 6-1　（ドッドが本大会の優勝者になる）

## 決勝戦の結果
男子シングルス
- ウィルフレッド・バデリー vs. ジョシュア・ピム　4-6, 6-3, 6-3, 6-2　［オールカマーズ決勝］

女子シングルス
- ロッティ・ドッド vs. ブランチ・ビングリー・ヒルヤード　6-1, 6-1　［オールカマーズ決勝］

男子ダブルス
- アーネスト・ルイス＆ハリー・バーロウ vs. ウィルフレッド・バデリー＆ハーバート・バデリー　4-6, 6-2, 8-6, 6-4　［オールカマーズ決勝］